# Aliskerovo
Aliskerovo (ryska Алискерово) är en ort i den autonoma regionen Tjuktjien i Ryssland. Folkmängden uppgick vid folkräkningen 2010 till endast 1 invånare. Byn räknas numera som övergiven.

## Historia
Aliskerovo grundades 1961 och fick namn efter den ryske geologen Aziz Aliskerov som spelade en avgörande roll för kartläggandet av naturtillgångarna i området. 1968 hade orten ungefär 2 300 invånare. I slutet av 1990-talet lades gruvdriften ner och flertalet invånare flyttades.

## Aliskerovos meteorit
En meteorit upptäcktes här 1977. Meteoriten beräknades ha slagit ner för ungefär 200 000 år sedan. Den vägde 58,4 kilo och var en järnmeteorit av typen oktahedrit. Analysen påvisade ett innehåll av 9,25 procent nickel, 0,42 procent kobolt och 0,30 procent fosfor.